# Союз писателей России
Союз писателей России — организация, объединяющая писателей России в творческое содружество для создания условий их профессионального роста, а также для защиты их законных прав и интересов.

## История
Союз писателей России позиционируется одним из правопреемников Союза писателей РСФСР, основанного в 1958 году. Выделение в 1958 году Союза писателей РСФСР из созданного в 1936 году Союза писателей СССР обуславливались политическими переменами в жизни Советского Союза. Прежде всего, борьбой с пережитками «культа личности»: приведшие к власти Никиту Хрущёва силы проводили срочную политическую децентрализацию за счёт усиления самоуправления национальных образований. Поэтому учреждение для РСФСР собственных творческих союзов и Академии наук явилось составной частью продолжения остановленного Великой Отечественной войной ленинского плана дробления Российской империи на национальные фрагменты.
На территории РСФСР к тому моменту работали 2 668 писателей (возраст большинства членов и кандидатов СП СССР составлял от 40 до 55 лет). 17 августа 1957 года Бюро ЦК по РСФСР приняло постановление «Об оргкомитете Союза писателей РСФСР» в составе 56 литераторов, среди которых были Михаил Шолохов, Леонид Леонов, Александр Твардовский, Валентин Катаев, Самуил Маршак. Руководить оргкомитетом назначили Леонида Соболева, заместителем — Георгий Марков. Исходя из партийной сверхзадачи на представителей 11 русских регионов приходилось 14 поверенных от национальных образований.
Учредительный съезд Союза писателей РСФСР прошёл в Москве с 1 по 7 декабря 1958 года. В присутствии руководителей партии и государства, но демократическим голосованием первым председателем Правления нового творческого союза был избран беспартийный писатель Леонид Сергеевич Соболев, более того, Герой Социалистического Труда и лауреат Сталинской премии, депутат и член Президиума Верховного Совета СССР происходил из дворянской среды. В 1970 году на посту председателя Правления СП РСФСР тяжело заболевшего 72-летнего Леонида Сергеевича Соболева сменил 57-летний Сергей Владимирович Михалков.
В декабре 1990 года на VII съезде СП РСФСР председателем был избран 66-летний Юрий Васильевич Бондарев, до того много лет проработавший первым заместителем Михалкова, получивший широкую известность благодаря своим произведениям «Горячий снег» и «Батальоны просят огня», а также их экранизациям.
Протестуя против «засилья в Союзе сталинистов и антисемитов» в 1990 году выделилась либеральная группа «Апрель», а после распада СССР в 1991 году в противовес Союзу писателей России, наследнику СП РСФСР, был создан Союз российских писателей. В 1991, на базе единого Союза писателей СССР образовались Союз писателей России («патриотической» направленности) и Союз российских писателей («демократической» направленности) а также Союз писателей Москвы и Московская городская писательская организация.
С декабря 1994 по февраль 2018 годы Союз писателей России возглавлял Валерий Николаевич Ганичев. Доктор исторических наук, комсомольский функционер, журналист и общественный деятель, он в своё время возглавлял издательство «Молодая гвардия», выпускавшее 25 журналов и 40 миллионов экземпляров книг в год, был главным редактором газеты «Комсомольская правда» и легендарного журнала «Роман-газета» с многомиллионными тиражами.
15 февраля 2018 года на XV съезде СПР председателем правления организации избран Николай Фёдорович Иванов.
27 февраля 2025 года на XVII внеочередном съезде Союза писателей России, прошедшем в Москве в Доме Пашкова, была принята новая редакция устава организации. Новым председателем союза был избран Владимир Мединский.
25 июля 2025 года Президентом Российской Федерации был подписан Указ о передаче Союзу писателей России издательства «Художественная литература». Все действия по передаче должны завершиться до 25 января 2026 года.

## Структура
Союз писателей России имеет 90 сегментов — это отделения в регионах России, а также в Латвии, Эстонии, Луганской Народной Республике и Донецкой Народной Республике.
Общее количество членов СП России на 15.02.2018 г. составило 8 034 человека. Самые крупные организации СПР: Московская городская — 2 789, Московская областная — 868 человек, Башкортостан — 277 человек, Санкт-Петербургская городская — 267 человек, Дагестан — 203 человека. Самая малочисленная — Магаданская, 9 человек. Работа писателей по жанрам: проза — 49,2 %, поэзия — 60,0 %, публицистика (критика, драматургия) — 18,5 %. (некоторые писатели работают сразу в нескольких жанрах). В региональных центрах проживает 61 % писателей, 39 % — в районах.
При Союзе действует Совет молодых литераторов.

## Деятельность
Основными задачами Союза являются:
- сохранение единого культурного, литературного и информационного поля в Российской Федерации;
- содействие сохранению и развитию русского языка и литературы, а также языков и литератур других народов многонациональной Российской Федерации; удовлетворению потребностей народов мира, желающих приобщиться к русскому языку и литературе;
- создания условий для реализации творческих способностей членов Союза и начинающих писателей;
- укрепление творческого содружества писателей Российской Федерации, а также других стран мира;
- выработка инициатив для принятия на государственном и региональном уровне законодательных решений по улучшению отечественного книгоиздания, переводческого дела, оплаты авторского труда писателей, оказание им социальной и иной поддержки;
- организация акций и мероприятий, направленных на пропаганду достижений классической и современной отечественной литературы;
- забота о сохранении литературного наследия, помощь молодым писателям;
- обмен опытом писателей субъектов Российской Федерации с писателями зарубежных стран.

## Международные связи
Организация имеет широкие международные связи и систематически представляет русскую литературу на литературных форумах и фестивалях в разных странах мира — в Иране, Финляндии, Казахстане Сербии, Китае, Сирии, Вьетнаме и т. д.

## Председатели правления Союза писателей России (РСФСР)
- Леонид Сергеевич Соболев (1958—1970)
- Сергей Владимирович Михалков (1970—1990)
- Юрий Васильевич Бондарев (1991—1994)
- Валерий Николаевич Ганичев (1994—2018)
- Николай Фёдорович Иванов (2018—2025)[5]
- Владимир Ростиславович Мединский (с 2025 года)

## Критика
Союз писателей России является учредителем большого количества наград, медалей и премий. Одной из таких наград является памятная медаль А. П. Чехова, учреждённая в 2004 году Московской городской и Московской областной организациями Союза писателей России и Союзом писателей-переводчиков в ознаменование 100-летия со дня смерти А. П. Чехова. Скандальную известность приобрело вручение этой и других наград за деньги. Из статьи в «Литературной России» члена Союза писателей России Ольги Пашниной:

Мне предлагалось сделать благотворительный взнос в пользу МГО и получить за это Чеховскую медаль. Без взноса, который составлял около восьми тысяч рублей, получить её я не могла. Рассудив, что медаль — вещь в хозяйстве бесполезная, я отказалась. Точно так же отказались ещё двое или трое моих сокурсников. Ещё один купился и купил медаль…

Большим скандалом стало торжественное принятие в декабре 2011 года в члены Московской организации Союза писателей России начинающего поэта и успешного бизнесмена Бориса Сивко (чья роль была представлена на публике специально нанятым артистом) за сборник стихов, сочиненных от его имени компьютерной программой-компилятором, генерирующей стихотворные строки в случайном порядке и вручением ему от лица московской городской организации Союза писателей России диплома и почетного знака лауреата литературно-общественной премии «Золотая осень» имени Сергея Есенина. Предварительно корреспондент телеканала «Россия» при помощи компьютерной программы-компилятора составил брошюру бессмысленных стихов «Вещь не в себе», опубликовал её под именем Б. Сивко («бред сивой кобылы»), нанял актёра из картотеки «Мосфильма» и провёл презентацию в Центральном Доме литераторов. Руководство Московской городской организации Союза писателей России в лице Владимира Бояринова, Александра Гриценко, Альберта Агаяна, Валерия Иванова-Таганского, восторгаясь талантом Б. Сивко и пророча ему мировую известность, единодушно приняло поэта Бориса Сивко в Союз писателей и наградило его за «верное служение отечественной литературе» литературно-общественной премией «Золотая осень» имени Сергея Есенина. Сюжет был показан по ТВ в декабре 2011 года и получил резонанс в литературных СМИ.

## Награды
- Благодарность Президента Российской Федерации (21 сентября 2020 года) — за заслуги в развитии отечественной культуры и искусства, многолетнюю плодотворную деятельность[9].
- Почётная грамота Президиума Верховной Рады Автономной Республики Крым (1 июня 2000 года, Автономная Республика Крым, Украина) — за вклад в укрепление дружбы и сотрудничества между братскими славянскими народами, развитие национальной культуры[10].